# Buď v klidu
Buď v klidu (anglicky Be Cool) je americká komedie z roku 2005 natočená podle stejnojmenného románu Elmora Leonarda, pokračování románu Chyťte ho! (1990), který byl zfilmován v roce 1995. Pojednává o členovi gangu Chillim Palmerovi a jeho vstupu do hudebního průmyslu.
Přípravy filmu Buď v klidu započaly v roce 2003. Režisérem filmu je Felix Gary Gray, producentem Danny DeVito, v hlavní roli účinkoval John Travolta. Film byl vydán v roce 2005. Buď v klidu je poslední film, ve kterém účinkoval Robert Pastorelliev před svou smrtí.

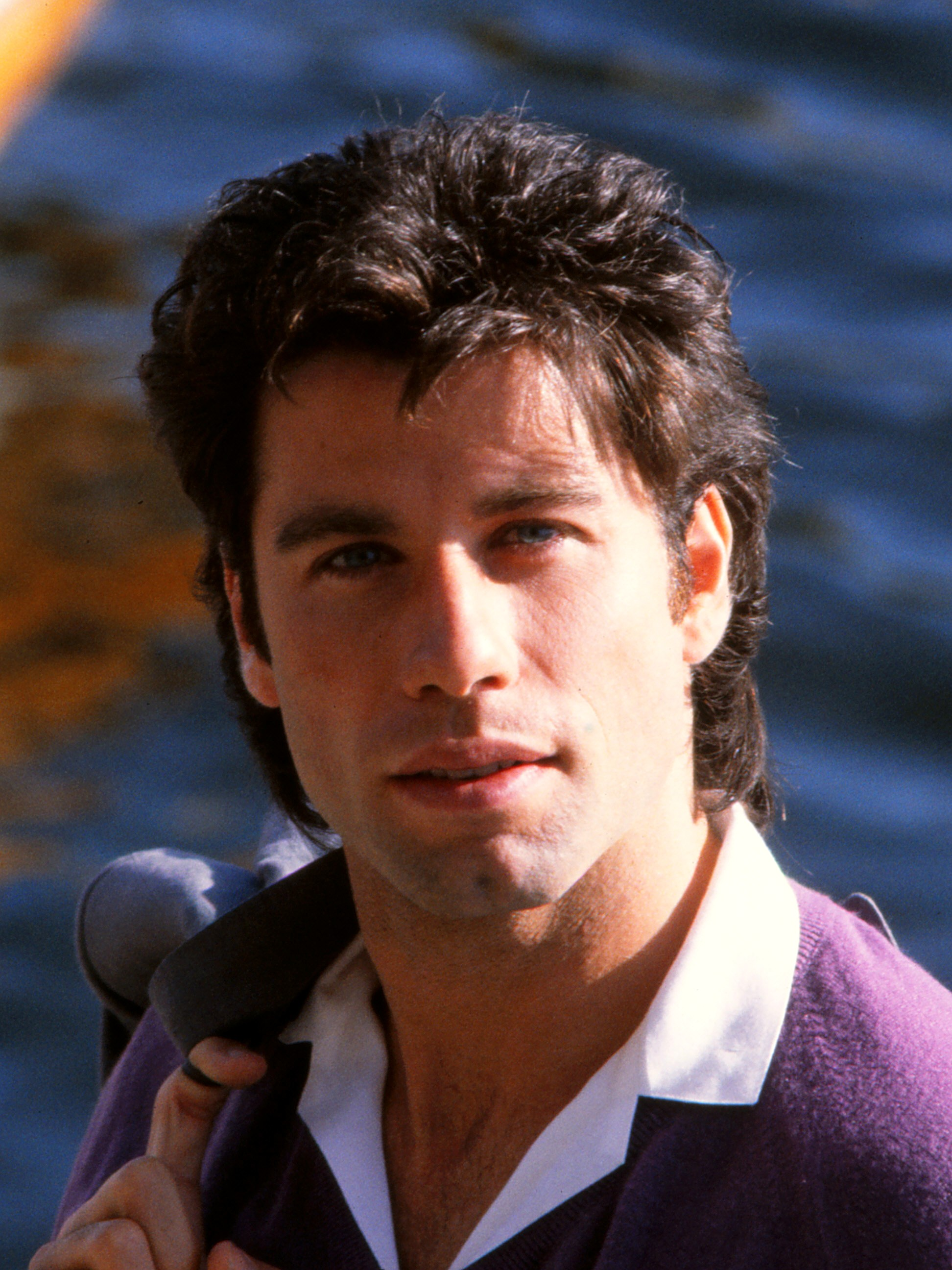
John Travolta

## Děj
Poté, co ruská mafie popravila jeho přítele Tommyho Athense, majitele nahrávací společnosti, vstoupil Chili Palmer po letech filmování do hudebního průmyslu. Nabídnul pomoc v neúspěšném podnikání Edie Athens, vdově po zavražděném příteli, která dluží 300 000 dolarů hip-hopovému producentovi Sinu LaSallemu.
Chili je ohromen zpěvačkou Lindou Moonovou a pomáhá jí se zbavit finančních závazků od Nicka Carra a Rajiho, který má za bodyguarda samojského homosexuála Elliotta, aspirujícího herce a oběť homofobních vtipů Carra a Rajiho. Carr a Raji si najmou zabijáka jménem Joe Lupino, aby zabil Chiliho před tím, než se mu podaří zachránit Ediinu společnost tím, že uspořádá živé představení pro Lindu společně se Stevenem Tylerem a Aerosmith.
LaSalle požaduje zaplacení dluhu, ale souhlasí s tím, že Chilimu poskytne několik dní navíc, aby situaci vyřešil. Když se Rusové pokusí zabít Chiliho, Joe Lupino omylem zavraždí Ivana Argianjjeva, zabijáka ruské mafie. Carr je rozzuřený. Raji zabije Lupina kovovou baseballovou pálkou, poté co je k němu neuctivý.
Carr se pokusí Chiliho podvést tím, že mu předá záložní lístek, tvrdí, že Lindina smlouva se nachází v zastavárně vlastněné Rusy. Edie předá lístek policii, která Rusům zaplatí návštěvu. Raji a Elliott přesvědčí LaSalleho, že Carr podvedl Chiliho a dal mu 300 000 dolarů, aby získal Lindinu smlouvu. LaSalle a DubMD stanou tváří v tvář společně s Bulkinem a jeho muži. Urážený Bulkinovými rasistickými poznámkami umírá rukou LaSalleho.
Raji posílá Elliotta, aby zabil Chiliho. Přitom mu přislíbí, že mu může pomáhat při budování herecké kariéry. Poté, co se Elliott dozví, že mu Chili zajistil místo na konkurzu filmu s Nicole Kidmanovou, zradí Rajiho. Raji se octne v požáru způsobeného ohňostrojem, a v živém vysílání umírá. Carr je obviněn z vraždy a zatčen, poté co se Chili ujistí, že ho chytí s pálkou, kterou byl usmrcen Joe Lupino.
Chili se společně s Edie protlačí na taneční parket a oslavují, když Linda vystoupí společně s Aerosmith. LaSalle souhlasí s tím, že se stane novým producentem Lindy. Na MTV Video Music Awards získá Linda ocenění za nejlepšího nového umělce a video roku. Během její děkovné řeči, děkuje Edie, Sinu a Chilimu. A když Chili odjíždí, míjí v autě billboard, který odhaluje, že Elliott bude vystupovat v jedné z hlavních rolí ve filmu s Nicole Kidmanovou.

## Obsazení
- John Travolta jako Chili Palmer
- Uma Thurman jako Edie Athens
- Vince Vaughn jako Roger "Raji" Lowenthal
- Cedric the Entertainer jako Sin LaSalle
- André Benjamin jako Dabu
- Christina Milian jako Linda Moon
- Harvey Keitel jako Nick Carr
- Dwayne Johnson jako Elliot Wilhelm
- Danny DeVito jako Martin Weir
- Robert Pastorelli jako Joseph "Joe Loop" Lupino
- Paul Adelstein jako Hyman Gordon
- Arielle Kebbel jako Robin
- Debi Mazar jako Marla
- Gregory Alan Williams jako Darryl
- Seth Green jako "Shotgun" výrobce videoklipů
- James Woods jako Tommy Athens
- George Fisher jako Ivan Argianiyev
- Kimberly J. Brown jako Tiffany
- Lewis Jordan jako Harver James
- Alex Kubik jako Roman Bulkin